# Anomala cupriventris
Anomala cupriventris är en skalbaggsart som beskrevs av Ohaus 1924. Anomala cupriventris ingår i släktet Anomala och familjen Rutelidae. Inga underarter finns listade i Catalogue of Life.